# Curtis Island
Curtis Island è un'isola che si trova lungo la costa centrale del Queensland, in Australia, a nord di Gladstone e a sud-est di Rockhampton. Appartiene alla Local government area della regione di Gladstone. Al censimento del 2016, aveva 323 abitanti.
Nella parte meridionale dell'isola, di fronte a Gladstone, ci sono varie strutture per l'esportazione di metano da carbone (CBM) e impianti per la liquefazione del gas naturale (GNL o LNG).

## Geografia
Curtis Island si trova accostata al continente ed è separata da uno stretto canale. A nord-ovest l'isola delimita la Keppel Bay, mentre a sud chiude la parte settentrionale di Port Curtis, il tratto di mare su cui si affaccia Gladstone e che è chiuso a est da Facing Island.
Sul lato orientale dell'isola si trova il Curtis Island National Park che copre un'area di 15,5 km². Sullo stesso lato sporge Cape Capricorn, dove c'è un faro; un altro faro (il Sea Hill Lighthouse) che segnava l'ingresso a Keppel Bay, ma che ora è dismesso, si trova a nord-ovest.

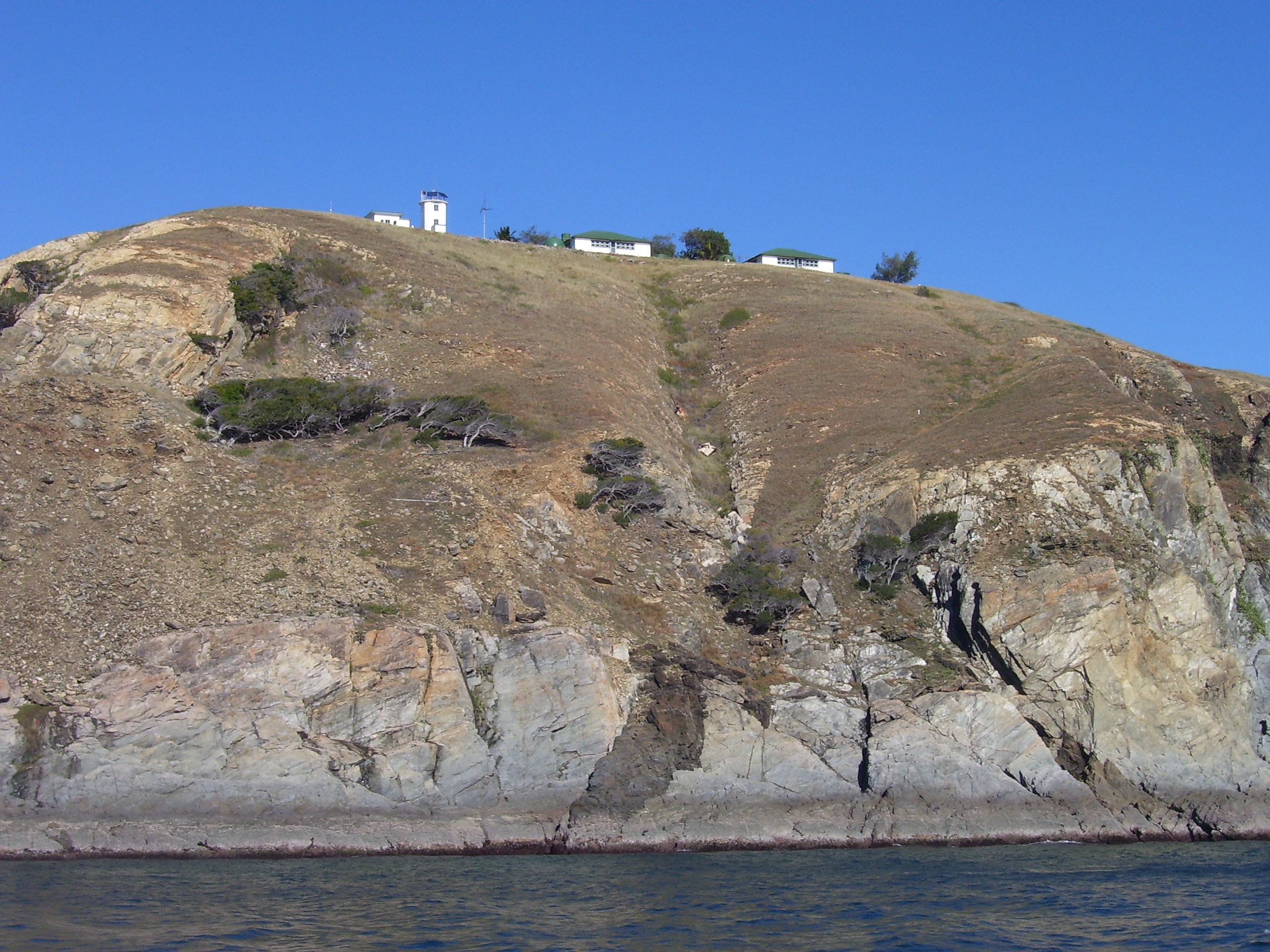
Il faro a Cape Capricorn

## Storia
Cape Capricorn fu nominato dal capitano James Cook il 25 maggio 1770, poiché secondo i rilievi di allora si trovava esattamente sul Tropico del Capricorno. La localizzazione moderna lo colloca invece a sud del tropico di qualche minuto primo.
La baia di Port Curtis è stata così denominata da Matthew Flinders, il 1º agosto 1802, in onore del vice ammiraglio Sir Roger Curtis (1746 – 1816) della Royal Navy che aveva assistito Flinders nelle riparazioni della HMS Investigator a Capo di Buona Speranza nell'ottobre del 1801.